# ELO 2
Albums de Electric Light Orchestra
The Electric Light Orchestra
(1971) On the Third Day
(1973)
ELO 2 est le second album du groupe Electric Light Orchestra, sorti en 1973. Il est sorti sous le nom Electric Light Orchestra II aux États-Unis.
Roy Wood quitte le groupe durant l'enregistrement de cet album pour fonder Wizzard.

## Titres
Toutes les chansons sont écrites et composées par Jeff Lynne, sauf indication du contraire.
| No | Titre                                    | Auteur      | Durée |
| -- | ---------------------------------------- | ----------- | ----- |
| 1. | In Old England Town (Boogie No. 2)       |             | 6:56  |
| 2. | Mama                                     |             | 7:03  |
| 3. | Roll Over Beethoven                      | Chuck Berry | 8:10  |
| 4. | From the Sun to the World (Boogie No. 1) |             | 8:20  |
| 5. | Kuiama                                   |             | 11:19 |

| 6. | In Old England Town (instrumental) |             | 2:43 |
| 7. | Baby, I Apologise                  |             | 3:43 |
| 8. | In Old England Town (prise 1)      |             | 6:56 |
| 9. | Roll over Beethoven (prise 1)      | Chuck Berry | 8:15 |

## Musiciens
- Jeff Lynne : chant, guitare, Moog
- Bev Bevan : batterie, percussions
- Richard Tandy : claviers, Moog
- Mike de Albuquerque : basse, chœurs
- Wilfred Gibson : violon
- Mike Edwards : violoncelle
- Colin Walker : violoncelle
- Roy Wood : basse, violoncelle (1, 4)